# Eine neue Erde
Eine neue Erde: Bewusstseinssprung statt Selbstzerstörung (englischer Originaltitel: A New Earth: Awakening to Your Life's Purpose) ist ein 2005 erschienenes Selbsthilfebuch von Eckhart Tolle. 2008 wurde es von Oprah’s Book Club ausgewählt und in zehn Webinaren von Eckhart Tolle und Oprah Winfrey vorgestellt und diskutiert. Es ist das einzige Buch, das zweimal von Oprah für den Buchclub ausgewählt wurde – erneut im Januar 2025.
Bis Juni 2025 wurden weltweit 15 Millionen Exemplare des Buches verkauft. Es wurde in 50 Sprachen übersetzt.

## Übersicht
Ein Artikel in der Zeitschrift Success beschreibt Eine neue Erde als ein „Selbsthilfe-Buch“, das seine Leser dazu ermutigt, ihr Leben in jedem gegenwärtigen Moment zu leben und ihr eigenes Glück zu erschaffen, ohne den Fokus auf materiellen Besitz zu legen. Tolles Absicht ist es, die Denkweise der Menschen zu verändern, und er stellt sich eine Weltbevölkerung vor, die zunehmend demütig, erleuchtet und rein ist. Laut Tolle besteht der Zweck des Buches „nicht darin, deinem Geist neue Informationen oder Überzeugungen hinzuzufügen oder dich von etwas zu überzeugen, sondern einen Bewusstseinswandel herbeizuführen“.
In dem Buch behauptet Tolle, dass jeder „die Freiheit und Freude des Lebens“ finden könne, wenn er im gegenwärtigen Moment lebt. Das Buch beschreibt menschliche Fehlfunktionen, Egoismus, Angst und die Unmenschlichkeit, die wir einander antun würden, sowie das Scheitern der Menschheit, Lebenssinn und -zweck in materiellen Besitztümern und ungesunden Beziehungen zu finden. Es wird dargestellt, dass Gedanken einen kraftvollen und positiven „Einfluss auf den Heilungsprozess“ haben können und ein Konzept der „evolutionären Transformation des menschlichen Bewusstseins“ vorgestellt, das den Leser dazu anregen soll, sich auf eine „ehrliche Selbsteinschätzung [einzulassen], die zu positiver Veränderung führen kann.“

## Zusammenfassung
Die frühen Kapitel des Buches bieten einfache Erklärungen und bilden die Grundlage für weiterführende Konzepte und Ideen. In „Kapitel Eins: Das Erblühen des menschlichen Bewusstseins“ spricht Tolle über die „grundlegende Fehlfunktion der Menschheit“ und schlägt Wege vor, wie Leser sich darüber erheben können. Im neuen Bewusstseinszustand würden wir unsere Identität nicht mehr aus den "unablässigen Strom des Denkens" und den damit einhergehenden Emotionen beziehen, sondern uns als Raum der Gedanken und Emotionen erkennen. In den Kapiteln zwei, drei und vier entwickelt er diese Konzepte weiter, indem er seine Beschreibung des Egos und dessen „Laster“ darlegt. Tolle definiert den Begriff Ego im Buch als ein „illusorisches Selbstbild“, das auf Erinnerungen und Gedanken basiert. Vom Ego "loszukommen" sei eine "Kleinigkeit": "Du brauchst dir nur deiner Gedanken und Emotionen bewusst zu sein - während sie in dir aufsteigen". In den Kapiteln fünf und sechs verwendet Tolle den Ausdruck „Schmerzkörper“, um die menschliche Tendenz zu beschreiben, eine „Ansammlung alter emotionaler Schmerzen“ mit sich zu tragen. In den Kapiteln sieben, acht und neun – „Innerer Raum, innerer Zweck und wer du wirklich bist“ – zieht Tolle zahlreiche Unterscheidungen: zwischen „sich selbst kennen und etwas über sich wissen“, zwischen dem „Träumer“ und dem „Traum“, zwischen den Objekten des Bewusstseins und dem Raum des Bewusstseins, zwischen äußerem Raum und innerem Raum sowie zwischen äußerem und innerem Lebenszweck. Tolle schreibt: "Mach dir möglichst oft, wann immer es dir einfällt, deinen Atem bewusst". Diese "bewussten Atemzüge" würden mehr "transformative Kraft" in das Leben bringen als unzählige spirituelle Seminare zu besuchen. In Kapitel zehn, „Eine neue Erde“, gibt Tolle den Lesern Anregungen zur Umsetzung seiner Ideen im persönlichen Leben, mahnt jedoch zur Bescheidenheit mit den Worten: „Du bist immer noch ein gewöhnlicher Mensch. Das Außergewöhnliche ist das, was durch dich in diese Welt kommt.“

## Rezeption
Nina Ruge bezeichnete das Buch in der Beilage „Lesen“ der Hannoverschen Allgemeinen Zeitung als „unideologischen, intelligenten und modernen Leitfaden für inneres Wachstum“. Sie betonte, dass sie lange nach einem solchen Werk gesucht habe. Alexander Groth lobte auf LeadershipJournal.de Tolles klare Sprache und Argumentation. Er hob hervor, dass auch rational denkende Leser von der Logik der Argumente überzeugt würden. Allerdings merkte er an, dass die Umsetzung der Inhalte im Alltag herausfordernd sein könne.
Die amerikanische Talkshow-Moderatorin Oprah Winfrey wählte Eine neue Erde im Januar 2008 für ihren Buchclub aus. Im März wurde das Buch in einer Reihe von zehn wöchentlichen Webinaren vorgestellt, die auf ihrer Website übertragen wurden. Bis zum 23. März 2008 hatte das Buch Platz eins der New York Times Bestsellerliste in der Kategorie „Paperback Advice“ erreicht. Laut Barnes & Noble wurde das Buch zum am schnellsten verkauften Titel in der Geschichte von Oprahs Buchclub – unter den insgesamt 61 ausgewählten Titeln seit der Gründung des Clubs im Jahr 1996. Innerhalb von vier Wochen nach der Buchclub-Ankündigung wurden 3,5 Millionen Exemplare ausgeliefert. Bis 2009 wurden schätzungsweise 5 Millionen Exemplare in Nordamerika verkauft. Im Januar 2025 wurde das Buch von Oprah Winfrey ein zweites Mal ausgewählt, was zuvor noch nicht vorgekommen ist.
Einige christliche Leser kritisierten das Buch mit dem Hinweis, es vertrete die Auffassung, dass ein Mensch sein Schicksal selbst bestimmen könne – und nicht notwendigerweise Gott. Außerdem schrieb ein Journalist des Success Magazine im August 2008, dass einige Leser Schwierigkeiten hätten, die Botschaft Tolles zu verstehen und in ihr Leben zu integrieren.
Das Buch wurde ursprünglich im Jahr 2005 von der Dutton/Penguin Group veröffentlicht. Der zweite Druck erschien 2006 bei Plume publishing. Eine dritte Auflage wurde 2008 von der Penguin Group veröffentlicht. Eine neue Erde ist auch als ungekürztes Hörbuch erhältlich, gelesen vom Autor selbst. Bis 2009 wurden in Nordamerika 5 Millionen Exemplare verkauft, während bis Stand Juni 2025 15 Millionen Exemplare verkauft wurden. 
In Deutschland wird das Buch vom Arkana Verlag veröffentlicht, der zur Penguin Random House Verlagsgruppe gehört. Mittlerweile liegt das Buch in der 21. Auflage vor (Stand Mai 2025); die Erstauflage erschien am 22. September 2005. Das Buch wurde vom Autor als Hörbuch in deutscher und englischer Sprache eingelesen.   
Bis Juni 2025 wurden weltweit 15 Millionen Exemplare des Buches verkauft. Es wurde in 50 Sprachen übersetzt.

## Ausgaben (Auswahl)
- Eckhart Tolle: A New Earth: Awakening to Your Life's Purpose. Penguin UK, 2005, ISBN 978-0-7181-4857-7 (englisch).
- Eckhart Tolle: A New Earth: Awakening to Your Life's Purpose. Penguin UK, 2008, ISBN 978-0-452-28996-3 (englisch).
- Eckhart Tolle: Eine neue Erde: Bewusstseinssprung anstelle von Selbstzerstörung. Arkana, 2005, ISBN 978-3-442-33706-4.
- Eckhart Tolle: Eine neue Erde: Bewusstseinssprung anstelle von Selbstzerstörung. Neue Auflage. Arkana, 2025, ISBN 978-3-442-34327-0.